# Jiří Dadák
Jiří Dadák (Checoslovaquia, 7 de marzo de 1926-6 de marzo de 2014) fue un atleta checoslovaco especializado en la prueba de lanzamiento de martillo, en la que consiguió ser medallista de bronce europeo en 1950.

## Carrera deportiva
En el Campeonato Europeo de Atletismo de 1950 ganó la medalla de bronce en el lanzamiento de martillo, llegando hasta los 53.64 metros, tras el noruego Sverre Strandli (oro con 55.71 metros) y el italiano Teseo Taddia (plata con 54.73 metros).